# Heinrich Emde
Heinrich Emde (* 27. März 1913 in Bergheim; † 19. Dezember 1979 in Hann. Münden) war ein deutscher SS-Oberscharführer und Blockführer im KZ Buchenwald.

## Leben
Heinrich Emde war Sohn des 1923 verstorbenen Oberlandjägers Heinrich Emde. Dort besuchte er die Volksschule, in der er einmal sitzenblieb, und erlernte dann den Klempnerberuf. Nach Ablegung seiner Gesellenprüfung im Herbst 1929 arbeitete er noch einige Zeit bei seinem Lehrmeister. Im Januar 1932 musste er diese Stelle wegen Arbeitsmangels aufgeben und arbeitete dann bei den Mauserwerken in Waldeck. Am 30. Januar 1934 trat er in den freiwilligen Arbeitsdienst ein und war bis zum 30. September 1934 in dem Arbeitslager in Rohden. Noch während seiner Arbeitsdienstzeit meldete er sich freiwillig zum Dienst in den damaligen SS-Totenkopfverbänden. Zum 1. Oktober 1934 wurde er in den III. SS-Totenkopfsturmbann in Sachsenburg übernommen (SS-Nummer 287.347), dessen Aufgabe in der Bewachung des damaligen KZ Sachsenburg bestand. Er erhielt dort die übliche militärische, sportliche und politische Ausbildung und wurde im Wachdienst eingesetzt.
Anfang oder Mitte des Jahres 1937 wurde das KZ Sachsenburg aufgelöst und nach dem im Aufbau begriffenen KL Buchenwald bei Weimar überführt. Auch die SS-Bewachungsmannschaft wurde nach Buchenwald verlegt und in die dortige Wachtruppe der 3. SS-Totenkopfstandarte eingegliedert. Emde war dort zunächst außerhalb des eigentlichen Lagers im Wachdienst eingesetzt. Daraufhin wurde er zum SS-Unterscharführer befördert und zum Kommandanturstab des KZ Buchenwald versetzt. Nach einigen Wochen erhielt er selbst einen Block und war dann längere Zeit bis ins Jahr 1939 hinein Blockführer. Er wurde auch verschiedentlich als Hilfskommandoführer des Steinbruchkommandos eingesetzt. Im Jahre 1939 wurde er zweiter Werkmeister der Kommandanturschlosserei, deren Leitung der Unterscharführer Höhle innehatte und in der etwa 40–50 Häftlinge arbeiteten. Während seiner Zugehörigkeit zur Schlosserei wurde Emde auch zeitweilig ein Kommando auf einer außerhalb des Lagers gelegenen Pumpstation übertragen. Ende 1940 kam Emde als Werkmeister in die Kommandanturheizung, der das Bad für die Kommandanturangehörigen und die Häftlingsheizung angeschlossen waren.
Zum 1. November 1942 zum Oberscharführer befördert, wurde er im Zuge der Heranziehung der jüngeren Kräfte zur Truppe gegen Ende 1942 zum SS-Ersatztruppenteil nach Berlin versetzt und von dort Anfang 1943 nach Frankreich zur Neuaufstellung abgestellt. Im März 1944 kam seine Truppe nach dem Osten zum Einsatz, wo er mit dem KVK und dem EK II. Klasse ausgezeichnet wurde. Bei Kriegsende geriet er in amerikanische Gefangenschaft, aus der er 1947 entlassen wurde. Anschließend wurde er wegen seiner SS-Zugehörigkeit in ein Internierungslager eingewiesen. Aus der Internierungshaft wurde er am 1. Mai 1948 entlassen. Er kehrte in sein Elternhaus nach Bergheim zurück und lebte dort mit seiner Mutter und seiner Schwester sowie deren als Tierarzt tätigen Mann zusammen. Am 20. Oktober 1953 wurde er vom Landgericht Kassel wegen Beihilfe zum Mord zu 8 Jahren Zuchthaus verurteilt. Er verbüßte seine Haft in der Justizvollzugsanstalt Ziegenhain. Am 15. Januar 1958 wurde er aus der Haft entlassen.